# Vargem Grande
Vargem Grande is een gemeente in de Braziliaanse deelstaat Maranhão. De gemeente telt 45.630 inwoners (schatting 2009).